# RG-41
La RG-41 era una granada de mà dissenyada per la Unió Soviètica el 1941, i utilitzada breument fins a 1942, quan va ser reemplaçada per la més moderna RG-42. Va ser dissenyada per N. P. Belyakov.

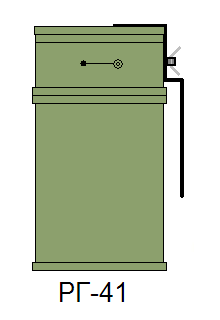
Granada RG-41

## Història
A la fi de la dècada dels 1930, es va crear una nova oficina de desenvolupament especialitzada en granades de mà anomenada GSKB-30, en la fàbrica numero 58. Allà, es van crear diversos tipus de granades de fragmentació i antitancs, per ordre de la GKU RKKA.
El desenvolupament a la oficina de disseny va ser molt ràpid, i en 1940, ja es van obtenir dos nous prototips de granades de fragmentació que van superar les proves militars: el disseny de N. P. Belyakov i el de P. I. Gavrikova – I. Ya. Budilov. Segons els resultats de les proves dutes a terme per l'exèrcit, es va decidir seguir amb el programa de la granada de Belyakov, que va ser adoptada el 1941 per l'Exèrcit Roig sota la designació de RG-41.
La granada RG-41 era molt més fàcil de fabricar que la granada estàndard de l'Exèrcit Roig, la RGD-33. El 1942, seguint el disseny de la RG-41, es va crear la nova granada de mà RG-42, que disposava d'un fusible universal, i era encara més apta a la producció en massa.

## Construcció
La RG-41 pertany al tipus de granades ofensives de fragmentació d'acció remota. El seu radi d'acció letal de fragmentació era de cinc metres i una distància màxima d'uns vint metres d'acció (encara que podia no ser letal a aquestes distàncies). El fusible s'havia d'activar tot just al moment de llançament, ja que la granada explota passats entre els 3,2 a 3,8 segons després. Era capaç d'explotar sota de l'aigua, neu, fang, etc.
La granada té una carcassa metàl·lica cilíndrica, que serveix per a emmagatzemar la càrrega explosiva i el fusible, a la vegada, que la carcassa mateixa, serveix com a metralla, que al explotar, trossos de metall surten disparats en totes direccions. La part inferior té una forma plana, i la superior també, encara que aquesta, serveix a la vegada com a tapa de l'explosiu.
Dintre de la carcassa estan col·locats: la càrrega explosiva, una cinta metàl·lica que embolica la carrega, que té forma de petits quadrats, per a obtenir trossos de metralla més definits, i més poderosos quant a radi de mort. També posseeix un tub central interior, en el qual estan emmagatzemades totes les parts del fusible per detonar-la.
La granada també posseeix una coberta, que serveix per a subjectar el tap del mecanisme d'encesa. La tapa té un forat per al tub central. Al tub, es troba el fusible, que no permet tancar la tapa d'aquesta quan s'allibera la palanca, així protegeix el detonador quan es carrega la granada.
El detonador consisteix en una llengueta soldada a la barra, una carcassa de fusció, una molla de fusible i un punxó de coixinet que serveix per connectar la columna i la molla amb la palanca.
La molla doble del fusible descansa en un extrem de la carcassa del bastidor i l'altra a la barra de la cremallera en posició vertical. La càrrega d'explosió es segura quan s'emmagatzema i es maneja la granada, i només pot explotar a partir de l'explosió del detonador del fusible.
El mecanisme d'inflamació consisteix en una tapa, un pont, una palanca amb un agulló, una molla de batalla, una solapa, una porta, una altra tapa de solapa i un pin de cotó amb una bandera. Una petita carrega explosiva es el mecanisme d'encesa que utilitza aquesta granada per a connectar totes les parts del mecanisme. El fusible que serveix per a fer explotar-la, consta d'un premedor d'encesa, una part remota i un tap detonador. Abans de carregar, el mecanisme d'encesa s'ha de trobar el la posició de la barra.

## Us
Per carregar la granada, s'ha de premer cap avall el capçal de la vàlvula i tirar-lo cap avall de la vàlvula i tirar-lo cap a l'esquerra; obre la tapa; inserta el fusible al tub central de la granada; tanca-la i fes lliscar un cargol que està situat allà cap a la dreta per tal que s'introdueixi a la part ample del recorregut de la tapa. Si la tapa no es tanca, cal posar la palanca amb un puntal en l'esquadra de combat, i després tancar la tapa.
Per llançar-la es requeria d'agafar-la amb la mà dreta, pressionar els dits amb una solapa al cos de la granada; mentre manté la solapa en aquesta posició, estirar el passador amb la mà esquerra o les dents, i llançar la granada a l'objectiu.
Quan la granada està volant, la tapa se separa, i la punxa impacta en el iniciador, el foc del qual es transmet al moderador i entre 3,2 i 3,8 segons, passa al detonador, que fa detonar la càrrega explosiva. Si no es va a llançar la granada, sense deixar anar la barra, s'ha de tornar a posar el cotó en la seva posició i diluir el seu final. Per a descarregar la granada, era necessari moure el pestell, obrir el tap, treure el fusible, tancar la tapa, i lliscar el pestell.

## Aplicació de combat
La granada RG-41 va ser àmpliament utilitzada per els soldats de l'Exèrcit Roig durant els primers anys de la Segona Guerra Mundial. Encara que la RG-41 era molt més compacte que la RGD-33, una altra granada de mà de la Unió Soviètica, aquesta última, era més fàcil de manejar i de portar, encara que era lleugerament menys poderosa, però la RGD-33 va sobreviure a la guerra, per la seva universalitat i la RG-41 va desaparèixer de circulació en 1942, sent reemplaçada per la RG-42.

## Avaluació del projecte
En general, la RG-41 tenia un disseny molt avançat per a l'època. Com a arma d'infanteria, complia totalment els requisits tàctics per a granades antipersona ofensives. No obstant això, després de la creació d'un fusible universal més fiable, la UGWG va crear una granada molt similar, la RG-41, que endemés comptava amb un disseny més senzill, més fàcil de produir, més segura de manejar, especialment per a un soldat poc entrenat.